# Familles de Butler
Pour les articles homonymes, voir Butler et Famille Butler (Irlande).
Familles de Butler (olim Butler) désigne quatre familles originaires d'Irlande installées en France au XVIIe siècle. Deux d'entre-elles obtinrent en France en 1744 et 1757 une reconnaissance de noblesse d'ancienne extraction irlandaise et une autre obtint en 1760  de Louis-Pierre d'Hozier un certificat de noblesse d'ancienne extraction irlandaise; toutes trois comme issues de l'ancienne famille irlandaise Butler.
Une famille Butler, vicomtes de Galmoye, issue d'un fils illégitime de Thomas Butler, 10e comte d'Ormond dit «Thomas Le Noir» († 1614), se fixe au XVIIe siècle à Saint-Germain-en-Laye où elle accompagne le roi d'Angleterre Jacques II lors de son exil. Elle est reconnue noble en France en 1757. Cette famille est éteinte.
Une famille Butler, originaire de Kilkenny, s'établit en Bretagne à Lorient. Elle est reconnue noble en France en 1744 en la personne de Richard Butler, commandant de vaisseaux de la Compagnie des Indes. Cette famille est éteinte.
Une famille Butler originaire de New Ross, s'établit en Bretagne à Saint-Malo en en la personne de Richard Butler, écuyer, capitaine de vaisseau du roi de Suède puis commandant de vaisseaux de la Compagnie des Indes. Cette famille est éteinte.
Une famille Butler, originaire de Galway , s'établit à La Rochelle en 1665 avec Jean Butler (1641-1704), marchand et banquier à Galway. A La Rochelle, ses membres sont négociants, banquiers et armateurs. En 1760, Louis Pierre d'Hozier, juge d'armes de la noblesse de France, certifie au roi qu'au vu d'« une généalogie en langue latine » attestée en 1750 par l'archevêque de Dublin attestant qu'elle était issue de « Thomas Butler, appelé Thomas le Noir (...) issu de la très noble et très illustre famille de Butler (...) » cette famille doit « être considérés comme des Gentilshommes d’ancienne extraction du Royaume d’Irlande ». Ce certificat de noblesse irlandaise a été enregistré le 1er mai 1770 à Saint-Domingue. Cette famille subsiste de nos jours.

## Famille de Butler, vicomtes de Galmoye, établie à Saint-Germain-en-Laye (éteinte)

### Origine
Cette famille d'origine Irlandaise est issue de Piers-Fitz-Thomas Butler (+ 1601), fils illégitime de Thomas Butler dit « Thomas Le Noir » (+ 1614), 10e comte d’Ormond, qui reçut de son père, en 1597 à sa majorité, les terres de l’abbaye de Duiske dans le Comté de Kilkenny. Piers-Fitz-Thomas Butler épousa Katherine Fleming fille de Lord Slane et eut deux fils dont l’aîné Edward Butler (+ 1653), chevalier, fut créé en 1646 pair d’Irlande et premier vicomte de Galmoye. Il épousa Ann, fille d’Edmund, vicomte Montgarret, d’où deux fils : Piers Butler, colonel de dragons (+ 1650), marié  Lady Margaret Netterville et Thomas Butler, qui n’eut qu’une fille.
Edward Butler, 2e vicomte de Galmoye (1627-1667), fils de Piers Butler et de Lady Netterville épousa Lady Eleanor Aston et en eut deux fils : Piers Butler (qui suit) et Richard Butler (né vers 1654 + 1725 à Saint-Germain-en-Laye), garde du corps du roi d'Angleterre Jacques II, qui eu entre autres de son mariage avec Lucia Kavanagh James (Jacques) Butler, 4e vicomte de Galmoye (qui suivra).

Piers Butler, 3e vicomte de Galmoye (1652-1740), suivit le roi d’Angleterre Jacques II lors de son exil en France au château de Saint-Germain-en-Laye et reçu de celui-ci le titre de comte de Newcastle. Il leva à ses frais un régiment de cavalerie, The Galmoy’s horse, au service de la cause jacobite, lors des batailles de La Boyne, d’Aughrim et du siège de Limerick (1690). Louis XIV le fait en 1698 colonel d'un régiment français à son nom, et en 1705 lieutenant général des armées. À la bataille de Malplaquet il perd six officiers, dont Edward Butler, son fils né d'un premier lit. Il participe aux sièges de Douai, du Quesnoy, de Bouchain et se distingue à nouveau au siège et à la prise de Barcelone en 1713. À la fin des hostilités, son régiment est licencié en janvier 1715 et il est incorporé dans le régiment de Dillon. Il est alors nommé colonel mestre de camp du régiment de Bulkeley. Il meurt sans postérité en 1740 et son neveu James (Jacques) Butler lui succède comme 4e vicomte de Galmoye.
James (Jacques) Butler (1692-1770), 4e vicomte de Galmoye (neveu du précédent et fils aîné de son frère Richard Butler et de Lucia Kavanagh), fut colonel dans la Brigade irlandaise au service de la France. Marié deux fois, il meurt sans postérité en 1770.
Piers-Louis-Antoine Butler né en 1741 à Arras et mort en 1826 à Boulogne-sur-Mer (neveu de James Butler, 4e vicomte de Galmoye et fils légitimé par mariage en 1745 de son frère Francís-Pier Butler, capitaine dans la Brigade irlandaise avec Catherine de Valory), devint 5e vicomte de Galmoye. Capitaine commandant au régiment de grenadiers de Walsh, il épouse à Dunkerque en 1780 Julie Kavanagh, dont il eut deux filles.

### Armes, devise
La famille Butler, vicomtes de Galmoye portait pour armes : « Ecartelé, au premier d'or au chef endenté d'azur à la bordure de sinople ; au second de gueules à trois coupes couvertes d'or ; au 3e d'argent au lion de sable, au chef de gueules chargé d'un cygne d'argent entre deux annelets d'or ; au 4e d'hermine au sautoir de gueules.».
Devise : « Comme je trouve ».

## Famille Butler, originaire de Kilkenny, établie à Lorient (éteinte)

Armes accordées en 1744 à Richard Butler

Richard Butler (v. 1696- av.1749), originaire de Kilkenny en Irlande et installé vers 1720 à Lorient, commandant des vaisseaux de la Compagnie des Indes, obtint le 29 mars 1744 des lettres de reconnaissance de noblesse qui le font descendre de Théobald Butler, baron de Caher, son quatrième aïeul, vivant en 1600. Les barons de Caher appartenaient a une branche naturelle de la famille irlandaise Butler d'Ormonde.
De son remariage le 23 juin 1740 à Saint-Malo avec Marie-Françoise Duvelaër, fille de Joseph Duvelaër (+1748), capitaine marchand et armateur, et de Françoise Henry, il eut une fille Françoise de Butler née en 1741 à Lorient qui épousa en 1758 Étienne Baude, marquis de la Vieuville, possesseur d'un riche patrimoine dans la région de Dinan auquel elle a apporté le château du Lude dont elle avait hérité de son oncle Joseph Duvelaër (1709-1785) qui avait été co-directeur de la Compagnie des Indes en Chine. Françoise de Butler fait construire l'aile classique de style Louis XVI en 1787, et conserve le château durant la Révolution. Sa fille, Élisabeth (1764-1814), épouse Louis Céleste de Talhouët-Bonamour (1761-1812), marquis de Talhouët.

### Armes, devise
En avril 1744, Richard Butler obtint le règlement de ses armoiries : « écartelé aux 1 et 4 d'or à un chef d'azur endenché de deux pièces et deux demies ; aux 2 et 3 de gueules à trois coupes couvertes d'or, posées 2 et 1. ».

## Famille Butler, originaire de New Ross, établie à Saint-Malo (éteinte)
Cette famille originaire de New Ross en Irlande, se fixa à Saint-Malo avec Richard Butler (né à New Ross vers 1690- mort vers 1747),, écuyer, capitaine de vaisseau du roi de Suède puis capitaine de vaisseau de la Compagnie des Indes.
Rchard Butler qui est le fils de Thomas Butler et d'Elizabeth Malbranch est selon John Hawkins, héraut d'armes de toute l'Irlande, un descendant au 10e degrés de James Butler, 3e comte d'Ormond.
Réfugié irlandais, il devient Malouin par son mariage en 1721 à Saint-Malo avec Marie Anne Walsh, fille de Philippe Walsh, capitaine marchand et corsaire, lui aussi irlandais catholique réfugié en France avec son père, James Walsh (?-1683), et naturalisé en 1670, et de Anne White.

En 1735 Richard Butler est le commandant du navire de la Compagnie des Indes le Duc de Bourbon, de 850 tonneaux et armé de 32 canons sur lequel embarque Bertrand-François Mahé de La Bourdonnais alors nommé gouverneur de l Ile Bourbon. Aussi armateur, Richard Butler arme notamment La Catin  et le Conti. Il arma 13 navires corsaires parmi les 55 navires qui composaient alors la flotte malouine.
Fortement engagé dans le mouvement Jacobite notamment par sa femme Marie Anne Walsh, Richard Butler fut décoré par le prétendant jacobite pour fidélité à sa cause. De son mariage avec Marie Anne Walsh, il eut 7 enfants, nés à Saint-Malo dont Thomas Louis Butler, né en 1728, écuyer.

### Armes, devise
En 1752, John Hawkins, hérault d'arme d'Irlande accorde à Richard Butler, écuyer, de Saint-Malo les armes : « Écartelé aux 1 et 4 d'or à un chef endenté; aux 2 et 3 de gueules à trois coupes couvertes d'or ».

## Famille de Butler, originaire de Galway, établie à La Rochelle (subsistante)

### Origine
Cette famille Butler (puis de Butler) est originaire de Galway en Irlande où ses membres étaient marchands. Elle s'installe en 1665  à La Rochelle avec Jean Butler (1641-1704), marchand et banquier à Galway puis à La Rochelle,,, fils de John Butler, aussi marchand et armateur à Galway et de Jeanne Bodkin (fille d'un marchand et maire de Galway). Il épousa à La Rochelle le 19 février 1675 Marguerite Butler (fille de Richard Butler (1610-1680), marchand à La Rochelle, originaire de New-Ross en Irlande, et de Magdeleine Courcoison). Emile Garnault dans Livre d'or de la Chambre de commerce de la Rochelle (1902) écrit à son sujet : « Descendant de noble famille, Jean de Butler, époux de Marguerite ou Marie de Butler, était marchand-banquier à la Rochelle. Il fut inhumé, le 13 février 1704, paroisse Saint-Jean du Perrot, étant âgé de 63 ans. C'est avec regret que nous ne pouvons nous étendre longuement sur cette famille, qui a eu à la Rochelle une grande renommée.».
En mars 1760, Louis Pierre d'Hozier, juge d'armes de la noblesse de France, établit  à l'intention du roi un certificat de noblesse irlandaise en faveur des « Sieurs Butler » au vu notamment d' « une généalogie en langue latine certifiée et attestée le  trente novembre mil sept cent cinquante par l’archevêque de Dublin » d’après laquelle ils sont issus de « Monsieur Thomas Butler, écuyer, vulgairement appelé Thomas le Noir, à cause de sa chevelure, a tiré son origine de la très noble et très illustre famille de Butler dans la Momonie, autrement le Munster où elle est encore aujourd'hui en grande distinction, car c'est d'elle que sont sortis les très excellents duc d'Ormond, les comtes de Carrick, d’Ossery et de Arran, les vicomtes de Mountgarret et Ikerine et les barons de Caher et de Dunboyne ». Il conclut « certifions au roy que les actes dont il est fait mention dans le présent inventaire sont conformes aux originaux qui nous ont été représentés, et qu’en conséquence les dits Sieurs Butler doivent être considérés comme gentilshommes d’ancienne extraction du Royaume d’Irlande ».
À propos de ce certificat  de noblesse irlandaise Gustave Chaix d'Est-Ange écrit qu'il  « ne saurait toutefois avoir la valeur ni d'un jugement de maintenue de noblesse, ni de lettres patentes de reconnaissance de noblesse », il ajoute que la famille de Butler « fit enregistrer ses titres de noblesse » auprès du Conseil Supérieur de Saint-Domingue . André Borel d'Hauterive dans Annuaire de la noblesse de France et des maisons souveraines de l'Europe (1869) dans une « Notice Historique sur la Noblesse Française aux Colonies » établi une « liste des familles nobles de Saint Domingue dont les preuves ont été enregistrées » et indique « Butler (de); 1er mai 1770; Irlande ». Il ajoute « Le comte de  Butler figure en 1788 parmi les colons résidant à Paris qui élurent un député aux état-généraux en 1789. Le vicomte de Butler est aujourd’hui sous-préfet à Nogent-Le-Rotrou ». Ces titres de noblesse de « comte » et « vicomte » n'ont pas de base légale.
Le titre de noblesse enregistré au registre du Conseil supérieur du Cap le 1er mai 1770 est un certificat de noblesse irlandaise signé d'Hozier qui atteste que « les dits Sieurs Butler doivent être regardés comme gentilshommes d'ancienne extraction du Royaume d'Irlande ».
Louis-Ambroise d'Hozier dans Indicateur Nobiliaire, ou Table alphabétique des noms de familles nobles susceptibles d'être enregistrées dans l'armorial général de feu M. d'Hozier (1818) écrit : « Butler. - d'Armailli. - de Gouzanpré (dans le certificat de d'Hozier de 1760, Jean-Bapiste Butler est appelé « seigneur de Gouzangré ») - de Caher.- de Kiscop.»[réf. obsolète].

Armes accordées en 1750 par John Hawkins à Jean-Baptiste de Butler (Butler de Galway, La Rochelle, Saint Domingue)

Emile Garnault écrit en 1902 : « Cette famille était originaire d'Irlande (Angleterre) et tirait son nom de la charge de bouteiller, exercée par ses premiers auteurs auprès des rois d'Angleterre »[réf. à confirmer].
Albert Révérend dans l'Annuaire de la Noblesse de France (1896) écrit sur les Butler de Galway : "Un rameau s'établit à Saint Domingue où plusieurs frères et sœurs ont été maintenus dans leur noblesse le 1er mai 1770". 
Albert Révérend  dans l'Annuaire de la Noblesse de France (1908) écrit sur les Butler de Ross (qui est la branche de Robert Butler mentionné par cet auteur en tête de sa notice), homonymes de ceux de Galway, eux-aussi marchands à La Rochelle au XVIIe siècle : « Cette famille Butler est bien originaire d’Irlande où ce nom est très répandu, mais ne se rattache historiquement en aucune façon à l’illustre maison des Butler, ducs et comtes d'Ormonde, comtes de Galmoy etc. ». 
Gustave Chaix d'Est-Ange dans son Dictionnaire des familles françaises anciennes ou notables à la fin du XIXe siècle (1909), écrit que cette famille qui vint au XVIIe siècle de Galway, en Irlande, s'établir à La Rochelle « revendique une origine commune avec la  puissante famille irlandaise Butler ». Il ajoute « Ce ne fut seulement dans la seconde moitié du  XVIIIe siècle que les représentants de cette famille Butler commençèrent à porter les qualifications nobiliaires » (en 1744-1747 Jean-Baptiste et Pierre Antoine Butler sont juste qualifiés « bourgeois » dans une affaire qui les oppose devant la Cour ordinaire du présidial de La Rochelle à Jean Butler, qualifié lui « négociant et ancien maire de la Rochelle »).
Henri Jougla de Morenas dans le Grand Armorial de France (1938) reprend la filiation donnée par la généalogie en latin vue par Louis Pierre d'Hozier pour établir son certificat en 1760.
Philippe du Puy de Clinchamps (alias Charondas) dans À quel titre (1970) écrit que la famille Butler porte un titre de vicomte « emprunté » de courtoisie et indique « Noblesse 1774 ».
Diarmuid Ó Cearbhaill dans Galway: Town and Gown, 1484-1984 (1984) écrit que la famille Butler qui appartenait à la communauté des marchands de Galway installée à la Rochelle, descend du plus jeune fils d'un Butler d'Ormond, connu comme Thomas le Noir, qui à cause d'un meurtre qu'il commit, dut se réfugier dans le Comté de Mayo où son père lui donna une terre. Il ajoute que cette branche est ensuite restée dans le Connacht, où ses descendants se sont mariés avec les Lynch de Galway et les Bodkin et que Jean Butler, fils de Jean Butler et de Jeanne Bodkin s'installa finalement à la Rochelle où il épousa en 1675 Marguerite Butler, fille de Richard Butler et de Madeleine Courcoison.
Régis Valette dans son Catalogue de la Noblesse française (2007) indique pour cette famille : « Irlande, Aunis; ancienne extraction irlandaise XIIe siècle ».
Brice Martinetti dans Les Négociants de la Rochelle au XVIIIè siècle (2013) écrit : « Si les liens de filiation entre Richard et Jean Butler sont ignorés, les origines familiales de Jean sont toutefois connues grâce à un certificat obtenu en 1760 par son arrière-petit-fils Jacques-Pierre-Charles-Patrice Butler, « attestant que les Sieurs Butler son gentilshommes d’ancienne extraction du royaume d’Irlande ... » [contenu du certificat]. Établie dans la ville de Galway vers 1527, la famille prospère jusqu’à ce que Jean Butler, marié à Jane Bodkin, fille du préfet et gouverneur de Galway, « ne fit aucune difficulté de prendre les armes contre le perfide et rebelle Cromwell, usurpateur des Royaumes d’Angleterre, d’Écosse et d’Irlande ; et après avoir combattu courageusement et sans relâche pour son Roi, et sa patrie, il perdit enfin ses biens et la vie » [contenu du certificat]. Ce Jean Butler ne laisse alors qu’un fils unique, prénommé Jean, qui fixe son domicile à La Rochelle où il devient négociant. Au demeurant, l’histoire de Jean Butler luttant contre Oliver Cromwell et la migration de son fils vers la France expliquent sans nul doute les origines de la devise familiale : Depressus Extollor - Abattu je me relève »
La famille de Butler est membre de l'Association d'entraide de la noblesse française depuis 1935.

### Armes, devise
- D'or au chef d'azur endenché de deux pièces et deux demies écartelé de gueules à 3 coupes ouvertes d'or posées 2 en chef et 1 en pointe[32],[34]

- Devise : Depressus Extollor (Abattu, je me relève)»[2].

### Propriétés
- Château de Remaisnil (Somme) acquis vers 1825 et conservé jusqu'au début du XXe siècle.
- Château de Kermaria à Morlhon-le-Haut (Aveyron) construit à la fin du XIXe siècle.

### Généalogie
La famille française de Butler subsistante est issue de :
- John Butler (né en 1641 à Galway, mort à La Rochelle vers le 30 janvier 1704), fils de John Butler, marchand et armateur à Galway et de Jeanne Bodkin (fille de Patrice Bodkin, marchand, armateur, maire de Galway). Marchand à Galway comme son père, il s'installe en 1665 à La Rochelle comme marchand banquier et armateur (présent comme marchand à La Rochelle en 1663, il est indiqué demeurant à La Rochelle en 1668)[22]. Il est naturalisé français par lettres patentes de Louis XIV datées d'août 1679. Il épousa à La Rochelle le 19 février 1675 Marguerite Butler, fille de Richard Butler (1610-1680), marchand à La Rochelle, originaire de New-Ross en Irlande, et de Magdeleine Courcoison. Son beau-père, Richard Butler portait les armes « de sinople au chevron d'or accompagné de trois coupes couvertes d’or posées deux et une » qui figurent sur tableau ex-voto qu’il donna en 1664 à l'église Saint Jean du Perrot, transféré  depuis à la cathédrale de La Rochelle et qui subsiste de nos jours[35]). De son mariage il eut de nombreux enfants, tous nés à La Rochelle dont :
  - Jean Butler (1677-1746), marchand, armateur, consul à la juridiction consulaire (1712-1714), directeur de la Chambre de commerce de La Rochelle (1732-1734) et maire de La Rochelle (1739-1740). Marié le 17 juin 1709 à La Rochelle avec Jeanne Bruslé[36], il ne laisse qu'une fille, Jeanne-Marguerite Butler, mariée en 1729 avec Alexandre de Labadie d'Aumay, capitaine-général des Gardes-côtes. Il arma des navires pour la Compagnie des Indes[37].
  - Richard-Jean Butler (1690-1722), négociant[38] à La Rochelle, puis colon à Saint-Domingue où il se marie en 1716 avec Marie-Rosalie Soulfour de Noville[39], fille d'Antoine Soulfour, seigneur Novilé et de Panville, qui laisse deux fils:
    - Jean-Baptiste Butler alias de Butler (1717-1755), marié en premières noces le 27 juin 1741 à Marie-Suzanne Bonfils, fille de Pierre Bonfils, négociant et de Suzanne Trésahars, il en a 4 enfants. Il épouse en secondes noces en 1750 Julie du Trousset d'Héricourt[39] dont un fils.
      - (du premier mariage) Jacques-Pierre-Charles-Patrice de Butler. Né à La Rochelle en 1743 et mort en 1793, marié en 1769 à Germaine-Marie-Félicité de Butler[40], il porte le titre de « comte de Butler »[41].
      - (du premier mariage) Marie-Anne-Suzanne-Rosalie Butler (1745) (Madame Cormier), elle est donnée comme faisant partie avec son mari d'un petit groupe de conspirateurs royalistes qui disait avoir comme projet de faire évader le Dauphin du Temple et demandait pour cela à Lady Atkins, une riche anglaise, des sommes pour cette opération[42]. Gustave Bord dans Étude sur la question Louis XVII (1912) indique qu'il s'agit de son demi-frère Jean-Pantaléon de Butler, qui suit[43].
      - (du deuxième mariage) Jean-Pantaléon de Butler, né à Saint-Domingue en 1753 et mort à Göteborg (Suède), le 27 mai 1815). De son mariage en 1786 avec Marie-Alexandrine de Jassaud (guillotinée en 1794) il eut Charles-Edouard, qui suit. De son mariage avec Lidia Kerridge, il eut entre autres enfants Édouard Alexandre, qui suivra.
        - Charles-Edouard de Butler (1791-1872), marié le 10 janvier 1827 à Douai à Marie Zéphyrine de Lagrené, auteur de la branche aînée subsistante.
        - Édouard Alexandre de Butler (1801- avant 1873), marié le 26 novembre 1844 à Brest à Virginie-Aimée Gallet dont 
          - Joseph Jérôme Napoléon de Butler, né le 1er avril 1853 à Brest, mort en mer le 31 octobre 1873.Sergent de 2e classe au 2e régiment d'infanterie de marine.

    - Pierre-Antoine Butler alias de Butler (1719-1770), marié en 1740 à Élisabeth Bodkin, fille de Robert Bodkin, négociant et d'Elisabeth Butler[39]. De lui est issue la branche cadette établie par la suite en Rouergue où elle fait construire le Château de Kermaria.

  - Antoine-Robert Butler (1698-1742), marié en 1729 à L'Isle-Dauphin, à Marie Ducreste, sans postérité

### Personnalités

#### Branche aînée
- Jean Pantaléon de Butler né en 1753 à Saint-Domingue et mort à Göteborg (Suède), le 27 mai 1815, fils de Jean-Baptiste de Butler et de Julie de Trousset d'Héricourt. Lieutenant au régiment du Cap, admis le 24 mai 1772 dans la seconde compagnie des mousquetaires, réformée en décembre 1775, sous-lieutenant au Royal Dragons en 1777, capitaine en 1778, chef d'escadron en 1790, chevalier de Saint-Louis en 1791, membre du club de Massiac. Il émigre en 1792 et rejoint l'armée des Princes dans la seconde compagnie noble d'ordonnance où il fait la campagne de 1792 dans l'état major de la cavalerie. Il séjourne ensuite à Londres comme commerçant et agent des émigrés. Obligé de quitter Londres en 1805 à la suite d'une escroquerie, il se réfugie à Hambourg[43], il est conduit à Paris et devient agent de la police de Fouché[43]. Il dénonce des royaliste dont du Theil, Choiseul, Montmorency, Vibraye[43]. En 1812, il est à Paris et propose d'aller espionner à Londres, on l'autorise à aller au Danemark, il meurt en 1815 à Göteborg[43]. Charlotte Walpole Atkyns et Frédéric Barbey écrivent « devenu sans doute suspect à beaucoup d'émigrés, à cause de ses relations trop intimes avec Bourrienne, le ministre de l'Empereur, il s'en était retourné en Angleterre. On l'y perd complètemt de vue. Tout ce que nous avons pu apprendre, c'est qu'il mourut obscurément à Gothenbourg, en Suède, en 1815 »[44].
- Charles Edouard de Butler (2 août 1791- Remaisnil (Somme), le 18 mars 1872), fils du précédent, mousquetaire puis officier d'infanterie, conseiller-général de la Somme, châtelain de Remaisnil.
- Jean-Théodose de Butler (18 février 1828 - Amiens, le 28 juin 1884), fils du précédent, membre du cabinet du ministre de l'Intérieur (1851), secrétaire général de la préfecture de l'Isère (1853), sous-préfet de Lesparre, Montmédy, Nogent-le-Rotrou (1861-69); publiciste.
- Fernand de Butler (Grenoble, le 27 octobre 1855 - Amiens, le 10 juin 1915), fils du précédent, Saint Cyr (1874-1876, "de la Grande Promotion"), officier de cavalerie, explorateur de la Casamance et de la Guinée-Bissau.
- Raymond de Butler d'Ormond (Saint-Mandé, le 19 septembre 1889 - Amiens, juillet 1993), fils du précédent, professeur de clinique chirurgicale à la faculté de médecine d'Amiens, directeur de la clinique Victor Pauchet d'Amiens (1923-1962).

#### Branche cadette
- Jean Richard de Butler (1741-1788), fils de Pierre Antoine, garde marine en 1757, sur le Dauphin royal qui participe à la Bataille des Cardinaux en 1759 , lieutenant de vaisseau en 1777, chevalier de Saint-Louis en 1778.

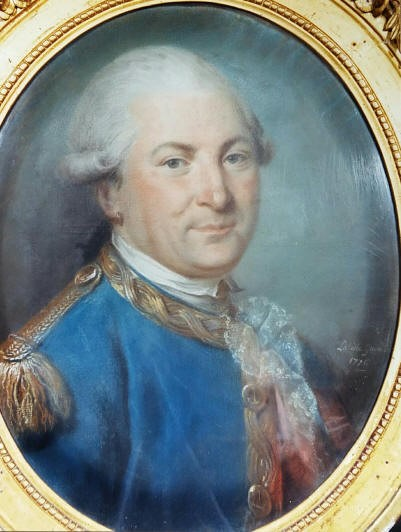
Lieutenant des vaisseaux du roi Jean-Richard de Butler, 1741-1788, par Adélaïde Labille Guiard

- Jean-Rémond de Butler[45] (1839-1907), petit-fils du précédent, Saint Cyr (1859-1861, "Nice et Savoie"), général de brigade, commandeur de la Légion d'honneur, combat à la Bataille de Mars-la-Tour en 1870, commande le 5e Chasseurs d'Afrique puis le 10e Dragons. Avec son épouse Marie Dubrueil, ils font construire le château de Kermaria dans l'Aveyron.

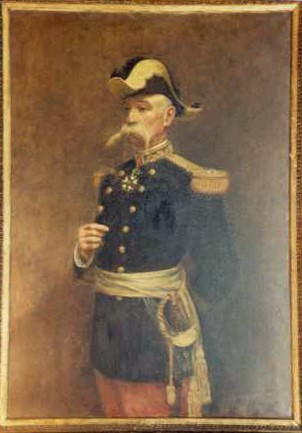
Général de cavalerie Jean-Rémond de Butler, 1900

- Maurice de Butler (1885-1914), fils du précédent, lieutenant au 4e Cuirassiers, mort pour la France[46] à la bataille de la Marne.
- Jean de Butler (1893-1982), fils de Jean-Rémond, général de brigade, commandeur de la Légion d'Honneur et du Ouissam Alaouite Dahir, combat à Verdun, commande en 1943 le 1er RTM lors de la campagne de libération de la Corse sous le haut-commandement du général Henri Giraud.
- Enguerrand de Butler (1886-1914), mort pour la France[47] à la bataille de la Marne, lieutenant au 8e Tirailleurs Indigenes, cousin germain des 2 précédents,
- Patrice de Butler (1912-1948), fils de Maurice, lieutenant au 14e Zouaves, combat à la bataille de Lille, prisonnier à l'Oflag IV-D, capitaine commandant le 85e Goum du Xe Tabor au Maroc, mort pour la France à la tête de son Goum[48] en Indochine.
- Richard de Butler (1913-1982), Saint Cyr 1934-1936 "du Roi Alexandre 1er", général de brigade, commandeur de la Légion d'Honneur, résistant FFI dans le maquis de Dunoyer de Segonzac[49], libération dans l'Armée de Lattre, guerre d'Indochine, commande le 2e Dragons en Algérie.
- Hervé de Butler (1915-2014), maréchal des logis au 2è Hussard, campagne de France de 1940, déporté et interné de la résistance [50]